# Nikoderiko: The Magical World
Nikoderiko: O Mundo Mágico é um jogo eletrônico de plataforma desenvolvido pelo estúdio independente Vea Games e publicado pela Knights Peak. Foi lançado em 15 de outubro de 2024 para Nintendo Switch, PlayStation 5 e Xbox Series X/S, com lançamento para Windows em 5 de dezembro.

## Sinopse
Quando Niko e Luna descobrem que um artefato primordial foi roubado pelo nefasto Grimbald, a dupla precisa atravessar diversos mundos únicos com a ajuda de seus companheiros animais para derrotar Grimbald e suas forças Cobring de uma vez por todas.

## Desenvolvimento
Nikoderiko: O Mundo Mágico foi desenvolvido pela Vea Games, um estúdio independente de desenvolvimento de jogos com sede no Chipre. Em junho de 2024, o jogo foi revelado durante o evento Future Games Show: Summer Showcase, da GamesRadar+, com o compositor de Donkey Kong Country, David Wise, responsável pela trilha sonora.

## Recepção

### Pré-lançamento

#### Prêmios
Em 2020, quatro anos antes de sua revelação oficial, o jogo foi indicado em três categorias no evento virtual DevGAMM Awards: "Grande Prêmio", "Melhor Jogo para Desktop" e "Excelência em Arte Visual", vencendo apenas nesta última.
| Ano  | Prêmio         | Categoria                 | Resultado | Ref.  |
| ---- | -------------- | ------------------------- | --------- | ----- |
| 2020 | DevGAMM Awards | Grande Prêmio             | Indicado  | [ 6 ] |
| 2020 | DevGAMM Awards | Melhor Jogo para Desktop  | Indicado  | [ 6 ] |
| 2020 | DevGAMM Awards | Excelência em Arte Visual | Venceu    | [ 6 ] |

### Recepção crítica
Nikoderiko: O Mundo Mágico recebeu "avaliações geralmente favoráveis" de críticos, segundo o Metacritic.